# Pokrovni sustav
Pokrovni sustav je sustav organa koji pokriva čitavo tijelo izvana i štiti ga od raznih vanjskih utjecaja (mikroorganizmi, isušenje, fizički štiti unutarnje organe), služi za izlučivanje tvari izvan tijela i sadrži osjetilna tjelešca za osjet boli, pritiska i temperature.
Najveći dio ovog sustava čini najveći organ ljudskog tijela koža. Unutar kože nalaze se ostali različiti organi ovog sustava kao što su žlijezde (žlijezde znojnice, žlijezde lojnice), osjetilna tjelešca i živčani završeci, razni kožni derivati (kosa, nokti, te ljuska i dlaka - kod nekih vrsta) i krvne žile.

## Funkcija
Funkcija pokrovnog sustava:
- Štiti unutarnja tkiva i organe
- Štiti od invazije zaraznih organizama
- Štiti tijelo od dehidracije
- Štiti tijelo od naglih promjena temperature (u okolini)
- Pomaže u izlučivanju tvari kroz znojenje
- Služi kao osjetilo za dodir, pritisak, bol, toplinu i hladnoću (somatosenzorni sustav)
- Štiti tijelo od opeklina (ultraljubičasto zračenje)
- Proizvodi vitamin D pomoću izlaganja UV zračenju
- Pohranjuje vodu, masti i vitamin D

Pokrovni sustav je značajan zato što omogućuje održavanje homeostaze tijela bez obzira na vanjske uvjete. 
Pokrovni sustav prima oko jedne trećine minutnog srčanog volumena. Žlijezde svojim promjenama izlučivanja pomažu u održavanju normalne tjelesne temperature. Sustav služi i kao "mini" sustav za izlučivanje, izlučujući sol, vodu i razne otpadne tvari u obliku znoja. Stanice kože iskorištavaju sunčevu svjetlost kako bi stvorile vitamin D, koji je nužan za normalno funkcioniranje i rast kosti. Koža sadrži i različita osjetna tjelešca (Meissnerovo tjelešce, Paccinijevo tjelešce) i živčane zvršetke koje omogućuju osjet dodira, boli, pritiska i temperature. 
Vanjski dio epidermalnog sloja kože služi kao prepreka između okoline i tijela. Keratin (roževina) prisutan u tom sloju kože čini tijelo vodonepropusnim. 
Žlijezde lojnice, koje se nalaze u dermisu kože, luče loj (lat. sebum) koji je mješavima lipida, proteina i dijelova raspadnutih stanica koje proizvode masti.
Loj sprečava isušivanje kože i kose, i sadrži kemijske spojeve koji ubijajaju bakterije prisutne na površini kože.